# Heinz Cattani
Heinz Cattani (ur. 19 czerwca 1908 w Engelbergu, zm. 25 listopada 1978 w Stans) – szwajcarski bobsleista, złoty medalista mistrzostw świata.

## Kariera
Największy sukces w karierze Heinz Cattani osiągnął w 1939 roku, kiedy wspólnie z Fritzem Feierabendem, Alphonse'em Hörningiem i Josephem Beerlim zwyciężył w czwórkach podczas mistrzostw świata w Cortinie d'Ampezzo. Był to jednak jego jedyny medal wywalczony na międzynarodowej imprezie tej rangi. Nigdy nie wystąpił na igrzyskach olimpijskich.